# Vikend
Vikend predstavlja period od najčešće dva neradna dana u tjednu. Riječ vikend je nastala od engleske složenice Weekend što u prijevodu znači „kraj tjedna“, ali se to u različitim kulturama definicira na različite načine. U kršćanskim zemljama to predstavlja subotu i nedjelju, u islamskim četvrtak i petak, dok u Izraelu to predstavlja petak i subotu.
Vikendi tradicionalno predstavljaju dane za odmor, i najčešće su obavezni neradni dani. To naročito vrijedi za nedjelju, ali mnogi poslodavci upošljavaju svoje radnike subotom, a neki čak i nedjeljom. Budući da se na to gleda kao na poseban teret, ti dani su obično više plaćeni nego ostali dani tjedna, ili se zauzvrat radnici oslobađaju odgovarajućeg broja radnih dana u ostatku tjedna.
Gledano religijski, ne postoji pravilo da subota i nedjelja moraju biti neradni dani. U Hebreja i Adventista sedmog dana, posljednji dan u tjednu je subota, a kod kršćana nedjelja, dok je kod muslimana to petak. Kod sve tri grupe taj dan je sveti dan, i predstavlja odmor Boga, ne ljudi (u rimokatolika treća zapovijed Boga glasi "Napomeni se da svetkuješ dan Gospodnji", a slično je i u drugim religijama). Kalendar francuske revolucije, međutim, predviđao je jedan u deset dana koji je neradan, dok je kalendar sovjetske revolucije predviđao jedan u pet dana koji je neradan. Rani industrijski period u Europi je predviđao šest radnih dana i sedmi (nedjelju) neradni, a krajem devetnaestog i početkom dvadesetog stoljeća, radnički pokreti su se izborili za pet radnih dana i posljednja dva neradna.
S jedne strane, pojavom vikenda kao perioda neradnih dana, radnici su dobili više slobodnog vremena. Slobodno vrijeme se najčešće koristi za odmor i rekreaciju, ali i za putovanja i posjete. U tijeku ovako potrošenog vremena ljudi obično troše više novca na razonodu, što je u nekim državama svijeta dovelo do zakona da ni prodavačima nije dozvoljeno da rade neradnim danima, radi smanjenja opće potrošnje. Takvi zakoni se tijekom vremena koriste sve manje i manje, u korist jačanja potrošačkog društva.